# Miltjen Draživojević
Miltjen Draživojević  (1322. – 1343.), pripadnik humske velikaške obitelji Sankovića.
Sin je rodonačelnika Dražena Bogopenca. U Miltjenovo vrijeme loza prihvaća bana Bosne za svoga seniora. Miltjen je bio humski župan. Posjedi su mu bili Nevesinje, Zagorje i Komska župa. 
Miltjen je bio gospodar Popova, Bosanskoga primorja i Slanoga u prvoj pol. 14. st.
Imao je dvojicu sinova i kćer: Sanko, Gradoja i Radaču. Vodstvo obitelji od Miltjena naslijedio je sin Sanko.
Pokopan je u obiteljskoj nekropoli u selu Biskupu kraj Zaborana, uz stećke i grobove Sanka, Radiča te njegova brata župana Gradoja i žene Gojsave.